# Montcornet (Ardenne)
Montcornet è un comune francese di 294 abitanti situato nel dipartimento delle Ardenne nella regione del Grand Est.

## Monumenti e luoghi d'interesse
- Castello di Montcornet

## Società

### Evoluzione demografica
Abitanti censiti